# Nathan M. Newmark
Nathan Mortimore Newmark (Plainfield, 22 de setembro de 1910 — 25 de janeiro de 1981) foi um engenheiro civil estadunidense. É considerado como um dos pais fundadores da engenharia sísmica.
É conhecido pelo desenvolvimento do método Newmark-beta, um procedimento numérico para a solução de equações diferenciais.
É um dos pioneiros na utilização de software para a solução de problemas de engenharia.
Recebeu a Medalha Theodore von Karman de 1962.
Em sua memória, a Sociedade Americana de Engenheiros Civis (ASCE) concede a Medalha Nathan M. Newmark.

## Projetos
- Torre Latinoamericana[4]